# Nowyje Madiki
Nowyje Madiki (ros. Новые Мадики) – wieś (dieriewnia) w Rosji, w Czuwaszji, w rejonie morgauskim. W 2021 liczyła 88 mieszkańców.